# Isidre Prunés i Magrans
Isidre Prunés i Magrans (Barcelona, 23 de juny 1948 - 25 de juliol 2014) va ser un escenògraf i figurinista de teatre, òpera i cinema, i membre fundador de l'Associació d'Escenògrafs de Catalunya. Titulat Superior en Art Dramàtic, en l'especialitat d'Escenografia per l'Institut del Teatre de Barcelona fou deixeble de Fabià Puigserver. Inicià la seva activitat al 1975 formant equip amb Montse Amenós, relació que durà fins a 1995. Posteriorment va desenvolupar en solitari la seva carrera professional fins al 2014, tant en escenografies com en vestuaris. Va col·laborar amb nombroses companyies i dramaturgs. A la majoria de muntatges de Dagoll Dagom (Els pirates, Mar i cel) i amb directors escènics com Lluís Pasqual a Hamlet, La tempestat, Chateau Margaux-La viejecita (Teatre Arriaga de Bilbao), Il Prigionero (Opéra National de Paris), La casa de Bernarda Alba (TNC) i Suor Angelica (Teatre Real de Madrid), amb Àngel Alonso a Maria Rosa, Vicente Pradal a Romancer gitano, Carles Alberola i Joan Lluís Bozzo a la III i la V Gal·la dels Premis Max i amb Joan Ollé, Adolfo Marsillach, Pere Planella, Carme Portaceli entre d'altres.
Es pot consultar el seu fons personal en el Centre de Documentació del Museu de les Arts Escèniques de Barcelona.

## Premis
- Premi Nacional d'Escenografia (1986)[7]
- Premi Nacional de Cinema de la Generalitat de Catalunya al millor tècnic per Daniya (1988)[8]
- Premi Goya al millor disseny de vestuari per El niño de la luna (1990)
- Premi Max de les arts escèniques al millor figurinista per Els pirates (2000)
- Premi Max dels arts escèniques a la millor escenografia per Mar i Cel (2006)
- Premio Butaca al millor vestuari per Nit de Sant Joan (2011)